# Friedrich Christian Kirchhoff
Friedrich Christian Kirchhoff (* 11. Juni 1822 in Uetersen; † 23. August 1894 in Altona) war ein deutscher evangelischer Theologe und Lehrer.

## Leben
Kirchhoff war der Sohn des Advokaten und langjährigen Bürgermeisters von Kiel Johann Nikolaus Anton Kirchhoff. Er besuchte die Schule in Uetersen und Flensburg. Danach studierte er an der Universität zu Lübeck und an Herbst 1840 auf den Universitäten Kiel, Bonn, Berlin evangelische Theologie. Im Jahre 1844 trat er in Bonn der Verbindung Germania bei. Kirchhoff wurde als Theologe auf Schloss Gottorf 1847 mit dem 2. Char. m. r. A. examinirt und auf Grund seiner philologischer Studien wurde er im Herbst 1848 als Lehrer an der Domschule Schleswig von der Landesregierung angestellt und am 27. September 1850 wieder entlassen. Ab Juni 1851 bis Ostern 1852 war Kirchhoff als Hilfslehrer am Altonaer Gymnasium tätig.
Vom  28. Juli 1852 bis September 1853 war er als außerordentlicher Lehrer am Seminar in Mörs angestellt und wechselte 1854 an das Realgymnasium in Rendsburg. 1859 kehrte er an das Altonaer Christianeum zurück, wo er 1869 zum Oberlehrer befördert wurde. 1869 wurde Kirchhoff der Professortitel verliehen und er ging 1887 in den Ruhestand.

## Veröffentlichungen (Auswahl)
- Das Gebet und seine Arten (1846)
- Ueber das Verhältnis der Schule zu Staat und Kirche In: Kirchen- und Schulblatt für die Herzogthümer 1848
- Israel und die Völker Ein christlicher Dithyrambus (Seinem Vater gewidmet) (Kiel, Akademischer Buchhandel 1855).
- Einige Worte über den Reiigions-Unterricht in den obern Klassen der Gymnasien (Rendsburg 1855)
- Ueber Schillers nationalen Charakter: in „die Säcularfeier der Geburt Friedrichs von Schiller am 10. November 1859 in dem Christianeum“. (Altona 1859)
- Ueber die christliche Humanität. Rede gehalten in der Aula des Altonaer Gymnasiums bei seiner Introduction als  Lehrer an demselben. Mit einer poetischen Beigabe. (Altona 1859)
- Zur Theorie einer griechisch-römischen Phonik mit Beispielen: Vor der Einladungsschrift des Altonaer Gymnasiums (Ostern 1861).
- Die Parodos der Antigone des Sophokles: Vor der Einladnngsschrift desselben Gymnasiums (Ostern 1862)
- Lieder des Kriegs und der Liebe aus Schleswig Holstein .Mit seinem Bruder Theodor (Dresden, Kuntze 1864)
- Ueber die Betonung des heroischen Hexameters mit Excursen: Im Osterprogramm des Altonaer Gymnasiums (1866)

- Ueber die phonischen Figuren. In: Verhandlungen der 19. Versammlung der deutschen Philologen

Sowie verschiedene philologische Abhandlungen in der Berliner Zeitschrift für das Gymnasialwesen z. B. Jahrg. 20 (Ueber den 3. Kommos in der Electra des Sophoeles).